# Picador
Dans une corrida, le picador (synonyme : piquero) est un torero à cheval dont le rôle consiste à piquer le taureau lors du premier tercio. Armé d’une pique de 2,60 mètres de long environ, il monte des chevaux semi-lourds qui pèsent obligatoirement moins de 650 kg aux yeux bandés et protégés par un caparaçon ou peto et des manguitos qui pèsent au total une trentaine de kilogrammes.

## Corrida

### Présentation

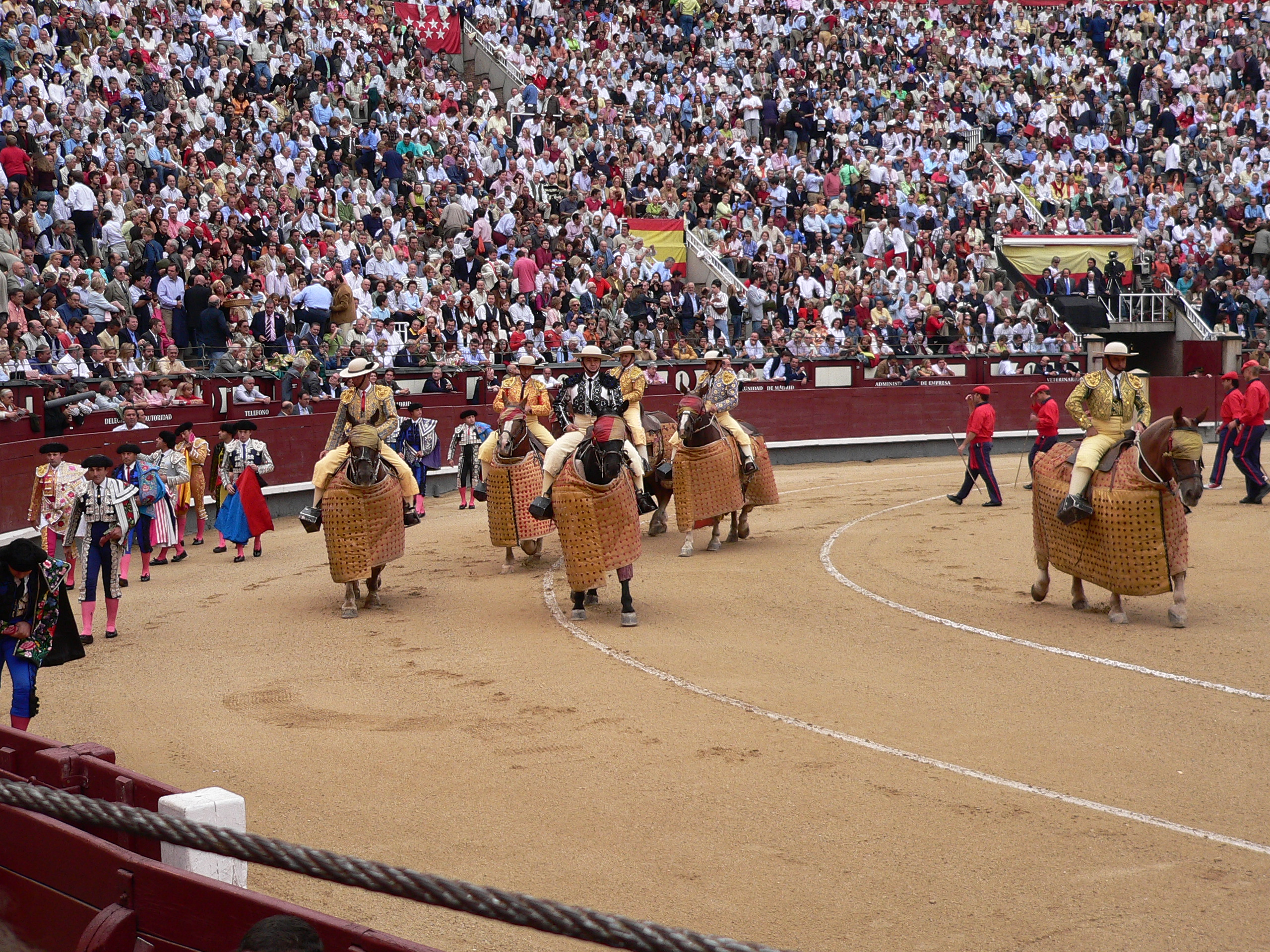
Picadors pendant le paseo, Las Ventas de Madrid.

Lors du paseo, les picadors défilent à cheval par ordre d'ancienneté, après le passage des matadors et de leurs peones. En dehors de la corrida de rejón et de la course portugaise, ils sont les seuls, avec les alguazils, à se déplacer à cheval, mais à la différence de ces derniers, leur cheval porte une protection, le caparaçon, et a les yeux bandés pour éviter qu'il ait peur du taureau.
Chaque cuadrilla compte deux picadors, qui officient à tour de rôle et qui sont assistés en cas de besoin par les monosabios. Leur rôle est de tester la bravoure du taureau à l'aide de leur pique, lance en bois de hêtre de 2,60 mètres de long terminée par une pointe d’acier : la puya. Cette opération a également pour but d'affaiblir le taureau et de modifier son port de tête en endommageant les ligaments du cou.
En principe, les picadors appliquent deux piques minimum (il n’y a pas de maximum), mais en cas de taureau faible, le président peut réduire ce nombre à une seule. La pique unique tend d'ailleurs à se généraliser. Lorsque le taureau fait preuve d’une bravoure exceptionnelle, une pique supplémentaire est parfois donnée avec le regatón : le picador prend sa pique à l’envers, et « pique » avec l’extrémité du manche, le regatón, et non avec la puya. Le picador est aux ordres du matador ; celui-ci peut demander au président d'interrompre le tercio.
Dans certains états des États-Unis (Californie et Nouveau-Mexique notamment), la corrida est pratiquée sous une forme « édulcorée », sans picador, ni banderille ou mise à mort.

### Historique

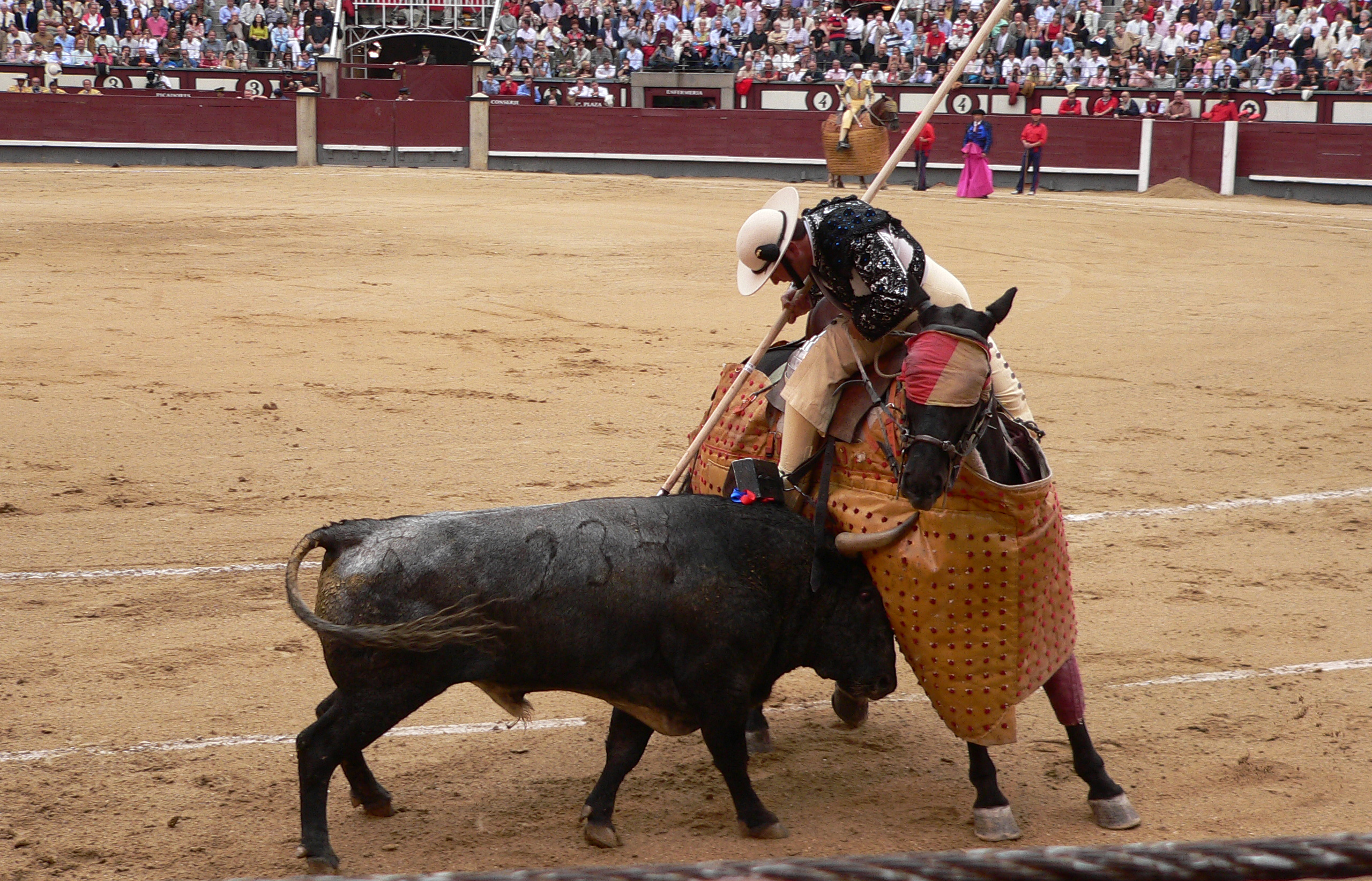
Picador aux arènes Las Ventas de Madrid.

Aux XVIe et XVIIe siècles, le picador, ou son ancêtre le varilarguero (« porteur de longue lance »), était le principal héros de la corrida, le plus attendu des toreros, les toreros à pied n’étaient que ses aides. À la différence des nobles, il ne poursuivait pas le taureau à cheval ou ne se faisait pas poursuivre par lui, mais il l'attendait et l'arrêtait de sa lance, comme le feront les picadors par la suite.
Ce n’est que dans la seconde moitié du XVIIIe siècle qu’il commence à perdre sa suprématie, notamment sous l'influence de Costillares, pour devenir au milieu du XIXe un subalterne du matador.
Les succès de Costillares, considéré comme l'un des pères de la corrida moderne, entraînent un changement radical dans l’art de toréer : jusqu’à lui, le personnage principal est encore le picador : après le picador, l’important, ce sont les jeux, la mise à mort n’est que la fin du spectacle. Après lui, le picador commence à perdre de son aura, les jeux ne sont qu’un « interlude », la mise à mort devient la finalité du spectacle.
Avant l'obligation de porter le caparaçon en 1928, nombreux étaient les chevaux de picadors tués ou blessés sous la charge des taureaux. Les monosabios intervenaient alors pour les sortir de piste vers le callejón, où ils opéraient une chirurgie sommaire pour tenter de sauver ceux qui pouvaient l'être ou pour abattre les autres. Les accidents de ce type sont de nos jours exceptionnels.

### Blessures occasionnées par la pique

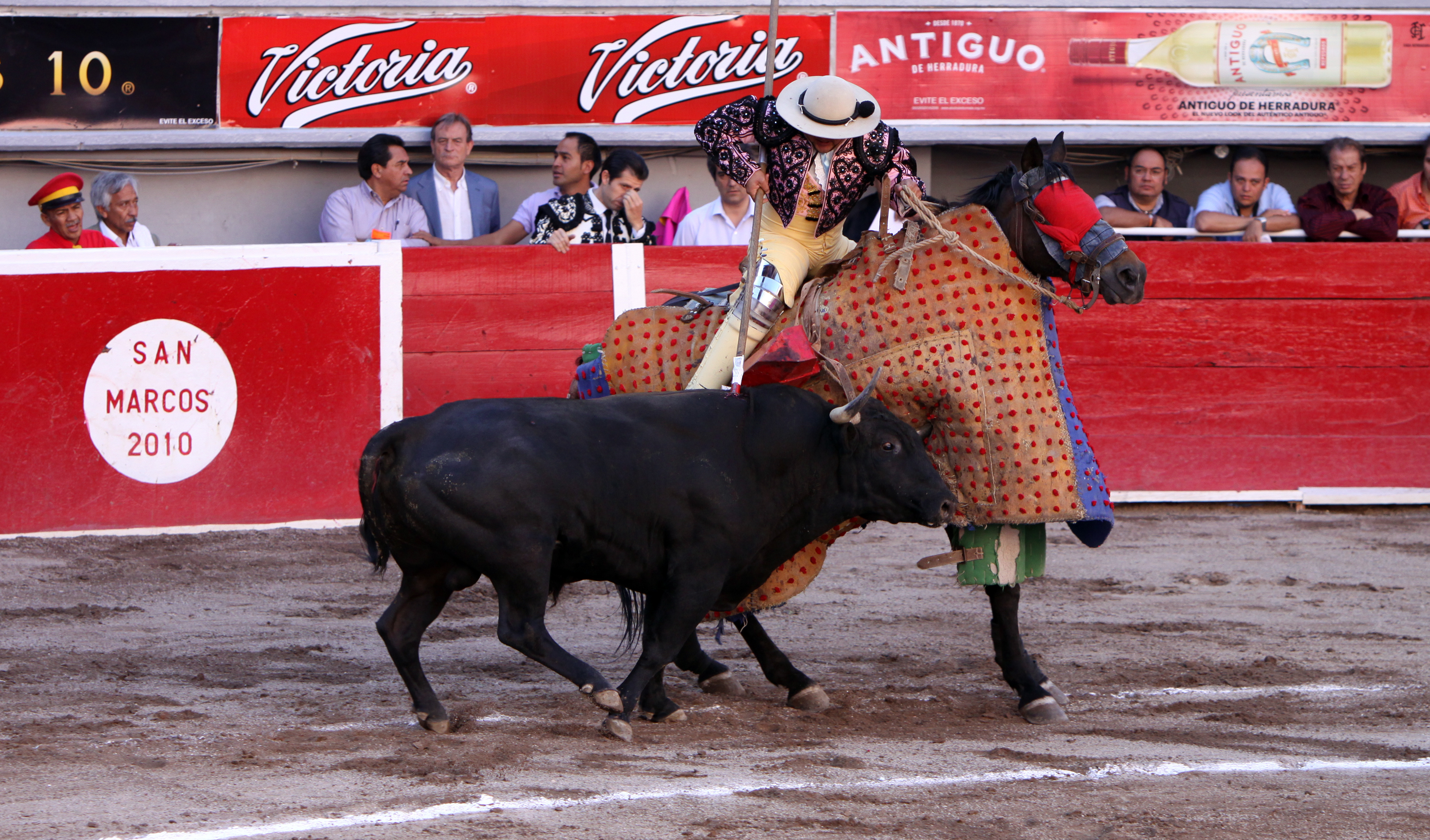
Picador lors de la San Marcos 2010 à Aguascalientes.

La cruzeta ou garde de la pique a une largeur de 14 cm et une épaisseur de 8 mm ; elle empêche en théorie la pique de pénétrer au-delà de 8,5 cm dans le corps du taureau. Selon ce raisonnement, il serait donc impossible de l'enfoncer de 20 ou 30 cm, compte tenu de la dureté de la peau du taureau et de la largeur de la garde.
Cependant, certains relevés vétérinaires effectués post-mortem font apparaître des résultats très différents : selon eux, la profondeur moyenne des blessures constatées est de 20 cm, et certaines atteignent 30 cm de profondeur, au lieu des 8,5 cm maximum prévus.
Plusieurs caractéristiques techniques, conformes au règlement, permettent d'infliger ces dommages au taureau. Ainsi, la pointe de la pique, la puya, n'est pas conique, mais en forme de pyramide à trois arêtes acérées,, qui coupent le muscle là où un cône écarterait les fibres musculaires. Le règlement prévoit également que la hampe de la pique présente un alabeo, une torsion vers le bas, qui permet d'attaquer le taureau sous un meilleur angle, plus plongeant,.
D'autre part, même s'il s'agit de pratiques interdites pour la plupart, les picadors ont recours à plusieurs techniques permettant d'obtenir des blessures plus profondes et plus larges que ne le laisseraient supposer la largeur de la puya et l'existence de la cruceta (« marteau-piqueur », ou encore barrenado, « vrille »).
La technique du « marteau-piqueur » ou du « pompage » (en espagnol, mete y saca) est un mouvement d'aller-et-retour de la pique (jusqu'à plus de vingt fois pour une même insertion de pique) selon le principe du marteau-piqueur,. Elle permet, par ces rapides attaques successives, de faire pénétrer la pique bien au-delà des 8,5 centimètres théoriques, en utilisant alors la cruceta pour comprimer la chair du taureau sous le poids du picador et pénétrer plus profondément. Outre la profondeur accrue de la blessure, ce mouvement de marteau-piqueur permet également de multiplier les trajectoires de l'arme : lors de l'application d'une seule pique, on a pu relever ainsi jusqu'à cinq trajectoires différentes. À la différence du barrenado (vrille) ou de la carioca (blocage du taureau), la technique du « marteau-piqueur » n'est nommément interdite ni dans le règlement de l'UVTF, ni dans le règlement national espagnol.

## Tienta
Des picadors interviennent également lors de l'épreuve de sélection de vaches et de taureaux reproducteurs : la tienta (ou tentadero).
La vache affronte un picador muni d’une pique dont la puya est beaucoup plus petite que celle utilisée en corrida. Si elle fait preuve d’une « bravoure » suffisante elle peut alors être toréée à la muleta par un matador, qui profite de l’occasion pour s’entraîner. Souvent, le matador est suivi de toreros débutants qui essaient de se faire remarquer par les professionnels présents.
Les sementales (« étalons ») sont eux aussi sélectionnés au cours d’une tienta de machos, mais seulement au picador. Aucun capote, aucune muleta n’est utilisé.

## L'habit du picador

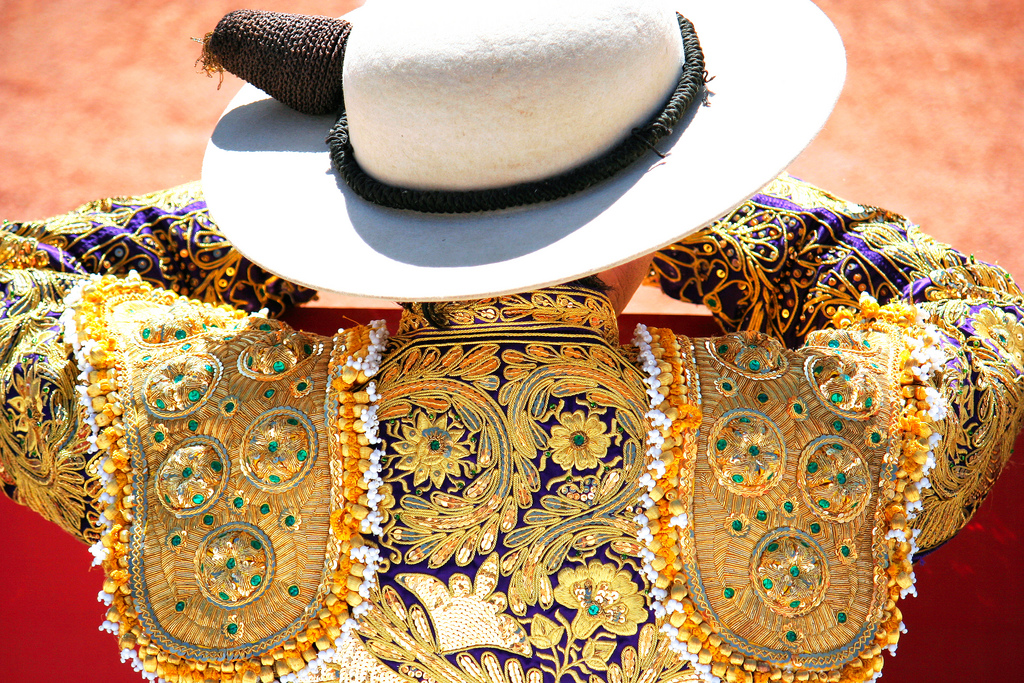
Picador avec sa chaquetilla et son castoreño lors d'une corrida aux arènes d'Arles pendant la Feria du Riz 2008.

Son habit de lumières se compose d'une chaquetilla similaire à celle du matador et comme elle, brodée d'or ou de noir (bien que, parfois, elle soit brodée d’argent ou de blanc), et d'une culotte de peau tannée de couleur jaune, s’arrêtant à mi-mollet.
La jambe droite, celle de la venue du taureau, est protégée par une sorte de « cuissarde » métallique articulée au niveau du genou, la mona ou gregoriana, dissimulée sous la culotte, des guêtres en cuir et des bottes « blindées ». Il porte un chapeau originairement en feutre de castor, d’où son nom : castoreño.

## Bibliographie

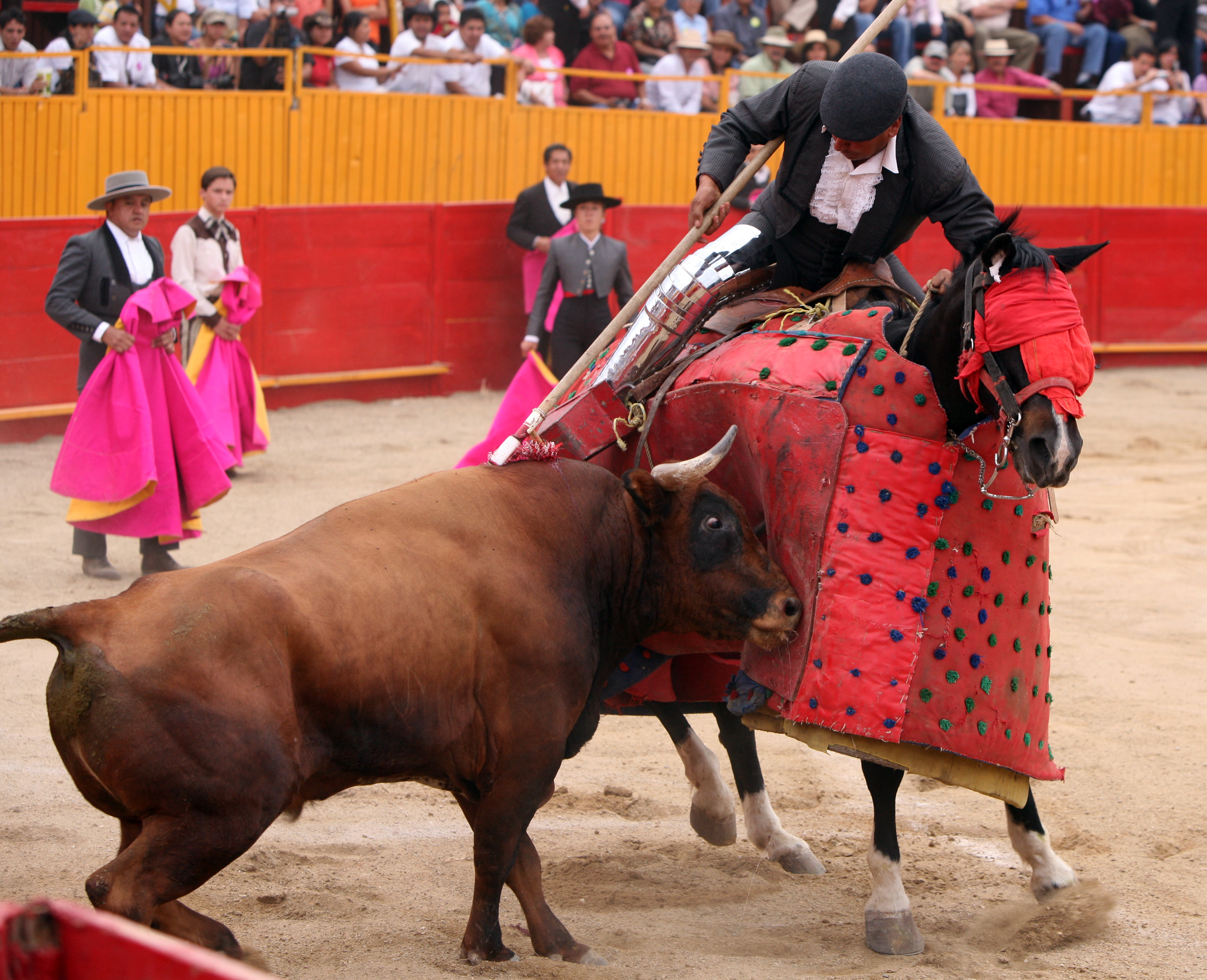
Picador en mai 2010 au Mexique.